# Чиста стая
Чиста стая (на английски: Clean room; на немски: Reinraum) е работно помещение, в което количеството на замърсители като прах, аерозоли, микроорганизми и т.н. в работната атмосфера, особено на такива над определен размер се поддържа толкова малко, колкото е необходимо.
Чистите стаи се използват преди всичко в специални производства, като например производството на полупроводници, нанотехнологията, микротехнологията, оптически прибори, космическа техника и други, където прашинки в околния въздух даже и с размери части от микрона могат да доведат до сериозно увреждане на готовия продукт. Други области, в които трябва да се използват чисти стаи, са биотехнологията, производство на лекарствени продукти, медицината и други.

## История
Нуждата от чисти помещения вероятно най-напред е осъзната в областта на медицината и е свързана с желанието да се намали замърсяването в операционните зали. С течение на времето по света се установяват много, характерни за различни сектори и региони изисквания и стандарти за чисти помещения, които са заменени от единен международен стандарт – ISO 14644.

## Начин на работа
Чистата стая се конструира по такъв начин, че броят на частиците във въздуха да се държи колкото си може по-малък. Наред с това са важни и параметрите температура, налягане и влажност, защото те оказват влияние на цялостното функциониране на чистата стая.
Осигуряването на необходимата чистота на работната среда в чистата стая изисква спазването на редица правила, нарушаването на всяко от които може да доведе до проблеми. Затова може да се говори за технология на чистата стая.
Тъй като обикновено най-големият източник на замърсяване е човекът, необходимо е да се използва специално работно облекло, специални инструменти и средства за работа.
Влизането в чистото помещения става чрез последователни специфични процедури по изчистване с преминаване от по-мръсна към по-чиста среда. Всеки по-висок клас на чистота има по-големи изисквания към облеклото и дисциплината на работа. Персоналът, работещ в чисти стаи с по-високи изисквания, използва гащиризон, качулка, покриваща напълно главата, маска, закриваща устата и носа, гамаши, ръкавици и понякога очила. Забранени са гримът, храненето, шумното говорене и музика, преместването на оборудване и др.
В определени помещения с много висок клас на чистота и изисквания за биологична чистота се осигуряват бани за персонала и се сменя изцяло облеклото. В общия случай се използват т.нар. въздушни душове, които представляват затворена кабина, в които се обдухва персоналът, за да се изчисти облеклото от частици (прах).
Прането на дрехите на персонала се извършва по специални безпрахови технологии и при спазване на потоците на движение – мръсно и чисто облекло не трябва да се смесват.
Използваните флуиди в чистата стая също така трябва да отговарят на високи изисквания по отношение на чистотата – това се отнася за сгъстения въздух, чисти технически газове и др.
Почистването на чистата стая обикновено става чрез централизирана вакуумна система, с която праха се изхвърля директно извън помещението.

## Движение на въздушните потоци в чистата стая
|  |  |

В чистата стая се подава непрекъснато филтриран въздух и се извежда замърсеният въздух от помещението. Филтрирането се извършва с използването на HEPA-филтри. Стремежът е потокът на движение на чистия въздух да бъде ламинарен. Турбулентен поток в чистата стая води до получаване на зони с по-замърсен въздух. Турбулентен поток може да се получи при погрешна конструкция на стаята, при неправилно разположение на работното оборудване, наличие на източници на висока температура, които повишават температурата на зони в помещението и други.
При проектирането на системата за обработка и филтриране на въздуха, подаван в чистата стая, трябва да се има предвид, че скоростта на движение на ламинарния поток е свързана със скоростта на частиците, които трябва да бъдат отстранени. Скоростта на движение на частиците с размер 0,5 μm при определена температура на въздуха в чистата стая изисква скорост на въздушния поток 0,5 m/s, за да бъдат отстранени тези частици от помещението. Скоростта трябва да бъде съобразена и с комфорта на работа на персонала.
Скоростта и температурата на въздушния поток в помещенията се определя на базата на чистотата, която трябва да се постигне. При по-висока температура, скоростта на частиците вследствие на брауновото движение се увеличава и ще е необходима по-голяма скорост на ламинарния въздушен поток, за да „увлече“ частиците извън чистата стая. Затова обикновено температурата на въздуха в чистата стая е 20 до 22 °C.
Налягането в чистата стая се регулира по такъв начин, че по-високите класове на чистота да имат по-високо налягане спрямо по-замърсените зони. По този начин не се допуска проникване на замърсен въздух към по-чистите зони. Това се постига чрез регулиране на обемите въздух, които се подават и извеждат от чистата стая.

## Класове чисти стаи
За да работи една чиста стая нормално, при строителството и по време на работа трябва да се прави измерване на частиците. На базата на тези измервания се прави класификация на чистите стаи. Например при клас на чистота ISO 5 се допускат максимално 100 броя частици с минимален диаметър 0,5 µm в един кубичен фут въздух (3,5 броя в един литър).
| Отрасъл                         | Основно замърсяване | Основна норма                                                 |
| ------------------------------- | ------------------- | ------------------------------------------------------------- |
| Полупроводникова техника        | Частици             | US Federal Standard 209E, сменен от ISO 14644-1 и ISO 14644-2 |
| Космическа техника              | Частици             | ECSS-Q-ST-70-01                                               |
| Хранително-вкусова промишленост | Микроорганизми      | VDI 2083                                                      |
| Фармация                        | Брой бактерии(KB)   | EU-GMP Leitfaden, Annex 1 Производство на лекарства           |

|       | Частици на m3 | Частици на m3 | Частици на m3 | Частици на m3 | Частици на m3 | Частици на m3 |
| Клас  | ≥ 0,1 µm      | ≥ 0,2 µm      | ≥ 0,3 µm      | ≥ 0,5 µm      | ≥ 1 µm        | ≥ 5 µm        |
| ----- | ------------- | ------------- | ------------- | ------------- | ------------- | ------------- |
| ISO 1 | 10            | 2             |               |               |               |               |
| ISO 2 | 100           | 24            | 10            | 4             |               |               |
| ISO 3 | 1.000         | 237           | 102           | 35            | 8             |               |
| ISO 4 | 10 000        | 2370          | 1020          | 352           | 83            |               |
| ISO 5 | 100 000       | 23 700        | 10 200        | 3520          | 832           | 29            |
| ISO 6 | 1 000 000     | 237 000       | 102 000       | 35 200        | 8320          | 293           |
| ISO 7 |               |               |               | 352 000       | 83 200        | 2930          |
| ISO 8 |               |               |               | 3 520 000     | 832 000       | 29 300        |
| ISO 9 |               |               |               | 35 200 000    | 8 320 000     | 293 000       |

| A | 3520     | 20     | 3520            | 20              |
| B | 3520     | 29     | 352 000         | 2900            |
| C | 352 000  | 2900   | 3 520 000       | 29 000          |
| D | 3520.000 | 29 000 | не е установено | не е установено |

|                                                      | Частици на фут3 | Частици на фут3 | Частици на фут3 | Частици на фут3 | Частици на фут3 | Частици на фут3 |
| Klasse                                               | 0,1 µm          | 0,2 µm          | 0,3 µm          | 0,5 µm          | 5 µm            |                 |
| ---------------------------------------------------- | --------------- | --------------- | --------------- | --------------- | --------------- | --------------- |
| -                                                    |                 |                 |                 |                 |                 |                 |
| -                                                    |                 |                 |                 |                 |                 |                 |
| 1                                                    | 35              | 7               | 3               | 1               |                 |                 |
| 10                                                   | 350             | 75              | 30              | 10              |                 |                 |
| 100                                                  |                 | 750             | 300             | 100             |                 |                 |
| 1000                                                 |                 |                 |                 | 1.000           | 7               |                 |
| 10 000                                               |                 |                 |                 | 10.000          | 70              |                 |
| 100 000                                              |                 |                 |                 | 100 000         | 700             |                 |
| Указание: US FED STD 209E от 29 ноември 2001 не важи |                 |                 |                 |                 |                 |                 |